# Cristo Rei (Madeira)
Het monument Cristo Rei (Christus Koning) is een heilig hartbeeld van Jezus Christus op Ponta do Garajau, een landtong tussen Caniço en Funchal aan de zuidkust van het eiland Madeira.

## Geschiedenis
Het beeld is 14 meter hoog en kijkt over zee. Het werd in 1927 gebouwd en werd ingehuldigd op het in 1925 door paus Pius XI  ingestelde hoogfeest van Christus Koning. Het Cristo Rei-beeld van Madeira is ouder dan het er op lijkende, wereldberoemde beeld van Christus de Verlosser in Rio de Janeiro, dat in 1931 werd ingewijd. 
De bouw werd mogelijk gemaakt door de politicus Aires de Ornelas (1866-1930) en zijn vrouw Maria de Jesus Ornelas. De Franse kunstenaar Georges Serraz (1883-1964) ontving de opdracht om het beeld te maken.
Het beeld vertegenwoordigt het veelvoorkomende type van een zegenende Christus. De uitgestrekte zegenende handen symboliseren eveneens een hernieuwde uitnodiging van Christus' woorden "Komt tot Mij allen, die vermoeid en belast zijt".